# Lasiargus pilipes
Lasiargus pilipes là một loài nhện trong họ Linyphiidae.
Loài này thuộc chi Lasiargus. Lasiargus pilipes được Wladislaus Kulczynski miêu tả năm 1908.